# Tadashi Suzuki

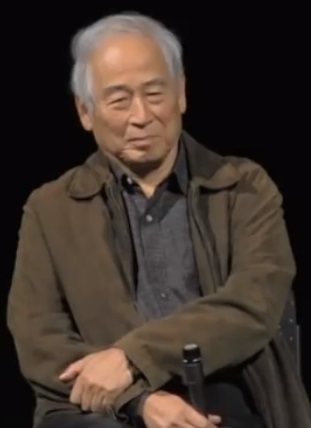
Tadashi Suzuki

Tadashi Suzuki (japanisch 鈴木 忠志, Suzuki Tadashi; geboren 20. Juni 1939 in der Präfektur Shizuoka) ist ein japanischer Bühnenautor und Theatergruppen-Leiter.

## Leben und Wirken
Tadashi Suzuki machte seinen Studienabschluss an der Waseda-Universität. 1966 gründete er mit Studiengenossen wie dem Stückeschreiber Minoru Betsuyaku, Shūji Terayama，Jūrō Kara das „Kleine Waseda-Theater“ (早稲田小劇場, Waseda Shōgekijō). Ab 1984 nannte sich die Gruppe SCOT (Suzuki Company of Toga). Mit seinen einfallsreichen Produktionen wie 1974 „The Trojan Women“ wurde Suzuki zur führenden Person der „Kleine Theater Bewegung“ (小劇場運動, Shōgekijō undō) in Japan.
Suzuki entwickelte einen eigenen Stil der Fußarbeit beim Auftritt auf der Bühne, der dann „Suzuki-Methode“ genannt wurde. 1976 verlegte Suzuki die meisten seiner Aktivitäten von Tokio nach Toga in der Präfektur Toyama. Seit 1982 wird ein internationales Schauspiel-Fest, „Toga Festival“ (利賀フェスティバル) genannt, dort jeden Sommer veranstaltet.
Seit 1990 ist Suziki außerdem künstlerischer Leiter des ACM-Theaters am „Art Tower Mito“ in der Stadt Mito.